# Blanckvoort
Blan(c)kvoort (ook: (Van) Blanckvoort) is de naam van een oud adellijk geslacht uit Overijssel.
Het heeft vanaf de veertiende eeuw tot het midden van de achttiende eeuw een grote rol gespeeld in de geschiedenis van Hardenberg. Zij waren edelen met vele bezittingen en worden genoemd als Heren en Vrouwen van onder meer Heemse, Collendoorn, Rheeze en Ane.
De familie Blanckvoort behoorde tot de riddermatige families van Overijssel. Naast hun bestuurlijke functies op provinciaal niveau, bekleedden zij posities als schout, markenrichter, kerkmeester enzovoort.

## Familiewapen
- Wapen: in zilver een zwarte leeuw, getongd en genageld van rood, gekroond van goud
- Helmteken: de leeuw van het schild uitkomend tussen de gesloten zwarte vlucht
- Dekkleden: zwart, gevoerd van zilver

## Trivia
In de woonwijk Marslanden te Hardenberg is de Blanckvoortallee vernoemd naar het adellijk geslacht der Blanckvoorts. Met name is hier bedoeld de welgeboren juffer barones Joanna Judith Blanckvoort, vrouw toe de Hofstede en Blankenhemert.